# F.U.N.E.R.A.L.
"F.U.N.E.R.A.L." är en sång av det svenska rockbandet Her Majesty, från 2003. Låten finns med på bandets debutalbum Happiness (2003), men utgavs också som singel samma år.

## Låtlista
1. "F.U.N.E.R.A.L."

## Listplaceringar
| Lista (2003) | Topplacering |
| ------------ | ------------ |
| Sverige      | 11           |

### Fotnoter
1. ↑  ”Her Majesty”. Svensk mediedatabas. http://smdb.kb.se/catalog/search?q=her+majesty+typ%3Afonogram&sort=OLDEST. Läst 17 juni 2012.
2. ↑  Listplacering